# 細川興虎
細川 興虎（ほそかわ おきとら）は、江戸時代中期の大名。常陸国谷田部藩5代藩主。官位は従五位下・玄蕃頭、長門守。

## 生涯
宝永7年（1710年）、細川興誠（4代藩主・細川興栄の婿養子）の長男として誕生した。生母は興栄の娘なので、外孫に当たる。
父の興誠は正徳5年（1715年）に病気を理由に廃嫡され、以降は興虎が嫡子とされた。興誠は享保13年（1728年）7月に死去した。
同享保13年（1728年）11月、興栄の隠居により11月23日に家督を譲られ、従五位下・玄蕃頭に叙位・任官する。元文2年（1737年）には長門守に遷任するが、同年12月21日（1738年2月9日）に谷田部で死去した。享年28。
跡を長男の興晴が継いだ。

## 系譜
父母
- 細川興誠（父）
- 細川興栄の娘（母）

正室
- 牧野英成の娘

子女
- 細川興晴（長男） 生母は正室
- 細川豊之助